# Triatlon op de Olympische Jeugdzomerspelen 2014
Triatlon is een van de Olympische sporten die beoefend worden tijdens de Olympische Jeugdzomerspelen 2014 in Nanjing. De wedstrijden zullen worden gespeeld van 17 tot en met 21 augustus in het Xuanwu Lake Park. Er zijn drie onderdelen: jongens, meisjes en een teamcompetitie.

## Onderdelen
Individueel
De jongens en meisjes legden hun triatlonwedstrijd af over 25,750 kilometer (zwemmen: 750 m; fietsen: 20 km; lopen: 5 km)
Teamwedstrijd
Bij de teamwedstrijd worden per continent teams samengesteld van twee jongens en twee meisjes. De beste twee jongens en de beste twee meisjes van een continent vormen het eerste team, de nummers drie en vier het tweede team enzovoorts. Triatleten die niet meer in een dergelijk team ingedeeld kunnen worden, komen in een "wereldteam" terecht. Ook hier worden de sterksten bij elkaar ingedeeld.
De teamwedstrijd worden in estafettevorm afgewerkt. Iedereen zwemt 250 meter, fietst 7 kilometer en loopt 1,7 kilometer.

## Kalender
| Augustus | 16 | 17 | 18 | 19 | 20 | 21 | 22 | 23 | 24 | 25 | 26 | 27 | 28 |
| -------- | -- | -- | -- | -- | -- | -- | -- | -- | -- | -- | -- | -- | -- |
| Triatlon |    | 1  | 1  |    |    | 1  |    |    |    |    |    |    |    |

|  | Finale |

## Medailles
Individueel
| Discipline | Goud | Goud            | Zilver | Zilver          | Brons | Brons                |
| ---------- | ---- | --------------- | ------ | --------------- | ----- | -------------------- |
| Jongens    | GBR  | Ben Dijkstra    | NZL    | Daniel Hoy      | DEN   | Emil Deleuran Hansen |
|            |      |                 |        |                 |       |                      |
| Meisjes    | AUS  | Brittany Dutton | USA    | Stephanie Jenks | FRA   | Émilie Morier        |

Gemengd team
| Discipline   | Goud                     | Goud                                                           | Zilver                   | Zilver                                                         | Brons                 | Brons                                                               |
| ------------ | ------------------------ | -------------------------------------------------------------- | ------------------------ | -------------------------------------------------------------- | --------------------- | ------------------------------------------------------------------- |
| Gemengd team | Europa 1 GBR DEN FRA GER | Ben Dijkstra Emil Deleuran Hansen Émilie Morier Kristin Ranwig | Europa 3 ESP HUN GBR ITA | Carmen Gomez Cortes Bence Lehmann Sian Rainsley Giulio Soldati | Oceanië 1 AUS NZL AUS | Brittany Dutton Daniel Hoy Elizabeth Stannard Jack van Stekelenburg |

### Medailleklassement
Atletiek · Badminton · Basketbal · Beachvolleybal · Boksen · Boogschieten · Gewichtheffen · Golf · Gymnastiek · Handbal · Hockey · Judo · Kanovaren · Moderne vijfkamp · Paardensport · Roeien · Rugby Sevens · Schermen · Schietsport · Schoonspringen · Taekwondo · Tafeltennis · Tennis · Triatlon · Voetbal · Wielersport · Worstelen · Zeilen · Zwemmen